# Брухін
Брухін (івр. ברוכין) — ізраїльське поселення, розташоване в Самарських горах Західного берега річки Йордан, приблизно за тридцять кілометрів на схід від Тель-Авіва вздовж Транс-Самарійського шосе поблизу палестинського міста Брукін і між поселенням Арієль і Рош-га-Аїн.
У Брухіні проживає понад 101 ортодоксальна єврейська родина. Ще 100 сімей мали переїхати через розширення поселення (2015). У 2019 році його населення становило 1 166 осіб.
Міжнародне співтовариство вважає ізраїльські поселення на Західному березі незаконними згідно з міжнародним правом, але уряд Ізраїлю заперечує це.

## Історія
За даними ARIJ, Ізраїль конфіскував 332 дьонюми землі у сусіднього палестинського села Брукін, щоб побудувати Брухін.
Брухін заснували в 1998 році на неприватній землі, яку Ізраїль оголосив державною. У жовтні 2000 року його розбудував один із засновників, Амішай Шав-Талем на території, яка підпорядковується Шомронській регіональній раді. У звіті Талії Сассон встановлено, що форпост Брухіна був несанкціонованим ізраїльським поселенням. У звіті також сказано, що на інфраструктуру та громадські будівлі Брухіна витратили 785 тисяч доларів. Будівництво в селі було заморожено у 2012 році за рішенням Високого суду Ізраїлю. У 2012 році ізраїльська держава надала незаконнийому форпосту офіційний дозвіл.

## Виноски
1. ↑  https://www.cbs.gov.il/he/publications/doclib/2019/ishuvim/bycode2021.xlsx — Центральне статистичне бюро Ізраїлю.
2. 1 2 3  Gideon Levy, Outposts 2012: Coming to a West Bank hill near you [Архівовано 24 вересня 2015 у Wayback Machine.], at Haaretz, 24 April 2012.
3. ↑  Jodi Rudoren, Jeremy Ashkenas, 'Netanyahu and the Settlements,' [Архівовано 8 березня 2021 у Wayback Machine.] The New York Times 12 March 2015.
4. ↑  The Geneva Convention. BBC News. 10 грудня 2009. Архів оригіналу за 12 травня 2019. Процитовано 27 вересня 2011.
5. ↑  Bruqin Town Profile [Архівовано 15 листопада 2017 у Wayback Machine.], ARIJ, 2013, p. 17
6. 1 2  Washington Times [Архівовано 16 червня 2018 у Wayback Machine.] 27 February 2008 Unauthorized but aided by Israel page 1
7. ↑  Amira Hass, 'Israel building farm on Palestinian land,' [Архівовано 21 лютого 2015 у Wayback Machine.] Haaretz, 6 June 2014.